# New Amsterdam (serie televisiva 2008)
New Amsterdam è una serie televisiva statunitense di genere drammatico che è stato trasmesso per otto episodi nel 2008 su Fox. La serie ha come protagonista Nikolaj Coster-Waldau come "John Amsterdam" (nome vero Johann van der Zee), un uomo olandese immortale nato nel 1607, che ha vissuto a  New York di tanto in tanto da quando aveva 14 anni e che attualmente è un investigatore di omicidi.
La serie è stata candidata al Premio Emmy per Main Title Design.

## Premessa e trama
John Amsterdam è un investigatore di omicidi del NYPD che ha 400 anni ma ha l'aspetto di un 35-enne. Fu un soldato olandese a Manhattan nell'anno 1642, quando avanzò di fronte a una spade per salvare la vita di una ragazza Nativa americana durante il massacro della sua tribù. La ragazza in cambio salvò Amsterdam creando un incantesimo che gli conferì l'immortalità. Gli venne inoltre profetizzato che non sarebbe invecchiato finché non avesse trovato l'unico vero amore, solo allora egli tornerà ad invecchiare e ad essere mortale. 